# أيلة
أيلة بن بعشا (بالعبرية: אֵלָה) هو رابع ملوك مملكة إسرائيل الشمالية القديمة، وابن الملك بعشا، حكم لمدة سنة واحدة، يؤرخ حكمه من 877 ق م إلى 876 ق م بحسب وليليام أولبرايت و 886 ق.م حتى 885 ق.م بحسب إدوين ثيلي.
يذكر الإصحاح 16 من سفر الملوك الثاني أنه كان يشرب ويسكر، فدخل عليه زمري رئيس نصف المركبات وقتله وملك عوضًا عنه.